# Edmund Anderson
Edmund Anderson (Flixborough, Lincolnshire, 1530 — Londres, 1 de agosto de 1605) foi Chefe de Justiça da Corte de Apelações Comuns no reinado de Elizabeth I, atuou como juiz no julgamento de Maria, Rainha da Escócia.

## Biografia
A família de Anderson se originou na Escócia e, depois, foram para Northumberland, na Inglaterra. Eles se estabeleceram em Lincolnshire no século XIV e se tornaram uma proeminente família. Sir Edmund Anderson, filho de Edward Anderson, nasceu em Flixborough, em Lincolnshire, aproximadamente em 1530. Recebeu a primeira parte de sua educação na área rural e, em seguida, passou um breve período em Lincoln College, Oxford, antes de entrar para o Inner Temple em junho de 1550.
Em 1577, Anderson foi nomeado Serjeant-at-law e em 1578, Sargento da Rainha. Em 1581 foi nomeado para a Justiça Criminal no circuito de Norfolk e julgou Edmundo Campion e outros, em novembro 1581, conquistando grande admiração. Devido a esse sucesso, Anderson foi nomeado Chefe de Justiça da Corte de Apelações Comuns em 1582 e recebeu o título de cavaleiro. Foi renomeado por Jaime I e manteve o cargo até a sua morte. Ao longo de sua carreira, desempenhou um papel de destaque em alguns dos mais importantes julgamentos políticos do reinado de Elizabeth, incluindo o de Maria, Rainha da Escócia, e o de Sir Walter Raleigh. Em um ponto Sir Edmund presidiu o julgamento de Davison, o secretário da rainha que foi acusado de erroneamente emitir o mandado para a execução de Maria, Rainha da Escócia.
Anderson foi muitas vezes descrito como um estrito advogado, que foi "completamente regulado pela lei". Ele mesmo declarou em um julgamento importante que, "eu me sento aqui para aplicar a lei, e não a lógica". Em Sir Edward Coke and the Elizabeth Age por Allen D. Boyer, Sir Edmund é descrito como "o monstro: um homem irritado na sala de audiências e um homem ressentido, um advogado que invejou as vitórias de outros advogados".

## Obras
Anderson escreveu dois livros, Reports of Many Principal Cases Argued and Adjudged in the Time of Queen Elizabeth, in the Common Bench 1644 e Resolutions and Judgments on the Cases and Matters Agitated in All the Courts of Westminster, in the latter end of the reign of Queen Elizabeth 1653, que até hoje são ainda referências jurídicas muito influentes.

## Família
Anderson se casou com Magdalen Smyth de Hertfordshire e teve nove filhos, três homens e seis mulheres. Anderson se tornou senhor da freguesia de Eyeworth em Bedfordshire e sua família permaneceu na elite local por muitas gerações.